# تورال آخوندوف
تورال آخوندوف (ترکی آذربایجانی: Tural Möhsüm oğlu Axundov؛ زادهٔ ۱ اوت ۱۹۸۸) بازیکن فوتبال اهل جمهوری آذربایجان است.
از باشگاه‌هایی که در آن بازی کرده‌است می‌توان به باشگاه فوتبال کپز اشاره کرد.
وی همچنین در تیم‌های ملی فوتبال زیر ۲۱ سال جمهوری آذربایجان و جمهوری آذربایجان بازی کرده‌است.